# Тритон алжирський
Тритон алжирський (Pleurodeles poireti) — вид земноводних з роду Ребристий тритон родини саламандрові. Інша назва «тритон Пойрета» (на честь французького вченого Жана Луї Пойрета.

## Опис
Загальна довжина досягає 20—30 см. Голова доволі пласка. Очі маленькі. Тулуб товстий. Шкіра з малесенькими бородавками. Ребра не настільки пов'язані зі шкірою, як у іспанського тритона. Під час шлюбного сезону у дорослих особин розвиваються спинний та хвостовий плавники. Забарвлення шкіри зелене з розкиданими крапочками жовтого або коричневого кольору.

## Спосіб життя
Полюбляє річки, болота, ставки, стариці, ліси коркового дуба, прибережні піщані дюни. Більшу частину життя проводить на суходолі. Активний у присмерку. Живиться різними безхребетними.
Розмноження відбувається у лютому-березні. Парування відбувається у воді. Метаморфоз личинок відбувається у квітні.

## Розповсюдження
Мешкає на північному сході Алжиру.